# Vincenzo Marchese
Vincenzo Marchese (Palermo, XVII secolo – XVIII secolo) è stato un pittore italiano.
Divenne celebre come autore di pale d'altare e affrescatore del convento domenicano di Palermo.

## Opere
- 1717, Immacolata Concezione, dipinto su tela documentato sull'altare della cappella eponima della chiesa di San Francesco delle Stimmate di Palermo.[1]